# El tesoro del Cisne Negro
El tesoro del Cisne Negro és un còmic de 2018 amb dibuixos del valencià Paco Roca i guió de l'escriptor i diplomàtic Guillermo Corral.
La història, basada en fets reals, relata el descobriment el 2009 de les restes de la fragata espanyola Nuestra Señora de las Mercedes per part de l'empresa caçatresors nord-americana Odyssey Marine Exploration. La trama és una mescla d'intriges polítiques, pirates, tresors i aventures que relata la lluita real de l'Estat Espanyol per recuperar el tresor de la fragata enfonsada a començaments del s.XIX.
El còmic fou nominat a la millor obra de la 37a edició del Saló del Còmic de Barcelona (2019).

## Influències
El còmic té influències de clàssics com Les aventures de Tintín als àlbums El secret de l'Unicorn i El tresor de Rackham el Roig i també de la sèrie Corto Maltès. No obstant, a diferència de Guillermo Corral, Paco Roca rebutjava la idea de crear un còmic clàssic d'aventures i preferia dotar-lo d'un estil més realista i en format de documental, similarment a altres còmics de l'autor com Los surcos del azar o El invierno del dibujante. El guió resultant fou un estira i arronsa entre el punt de vista de Corral i el de Paco Roca.